# 1.º Esquadrão de Helicópteros de Esclarecimento e Ataque
O 1.º Esquadrão de Helicópteros de Esclarecimento e Ataque (HA-1) é uma unidade da Força Aeronaval da Marinha do Brasil sediada na Base Aérea Naval de São Pedro da Aldeia. Desde sua ativação em 1979, ele opera aeronaves da família do Westland Lynx, sob as designações de SAH-11 Lynx (original), AH-11A Super Lynx (pós 1995) e AH-11B Wild Lynx (pós 2019). Inicialmente responsável pelas operações antissubmarino a partir das fragatas da classe Niterói, suas missões e a lista de navios onde suas aeronaves podem embarcar foram ampliados nos anos seguintes. Suas missões básicas são atualmente o esclarecimento marítimo, ataque a alvos de superfície ou vetorado a submarinos, acompanhamento de alvos, designação de alvos além do horizonte e guerra eletrônica.

## Helicópteros
O esquadrão foi criado em 15 de maio de 1978 e ativado em 17 de janeiro de 1979 sob o nome de “1.º Esquadrão de Helicópteros de Esclarecimento e Ataque Antissubmarino”. Ele contava inicialmente com nove aeronaves Westland Sea Lynx Mk-21, designadas SAH-11, tornando o Brasil um dos primeiros clientes de exportação desse modelo. Dois dos helicópteros foram perdidos em acidentes quando operavam a partir da fragata Niterói (F-40), respectivamente em 1984 e 1992.
Cinco aeronaves remanescentes do lote inicial foram enviadas ao fabricante em 1995 para a atualização à versão Westland Super Lynx 100 Mk-21A, e outras nove desse modelo foram adquiridas. A nova frota recebeu a designação de AH-11A Super Lynx, cuja principal diferença foi a instalação dos radares Ferranti Seaspray 3000 Mk.3. As missões do esquadrão foram ampliadas, e seu nome alterado para a forma atual. Mais um helicóptero foi perdido num acidente em 2003. Até 2009 as aeronaves haviam acumulado 50 mil horas de voo, com mais de 46 mil pousos a bordo e 12 mil dias embarcados. A partir de 2010 os helicópteros receberam o sistema estabilizado multisensor de vigilância FLIR Star SAFIRE III.

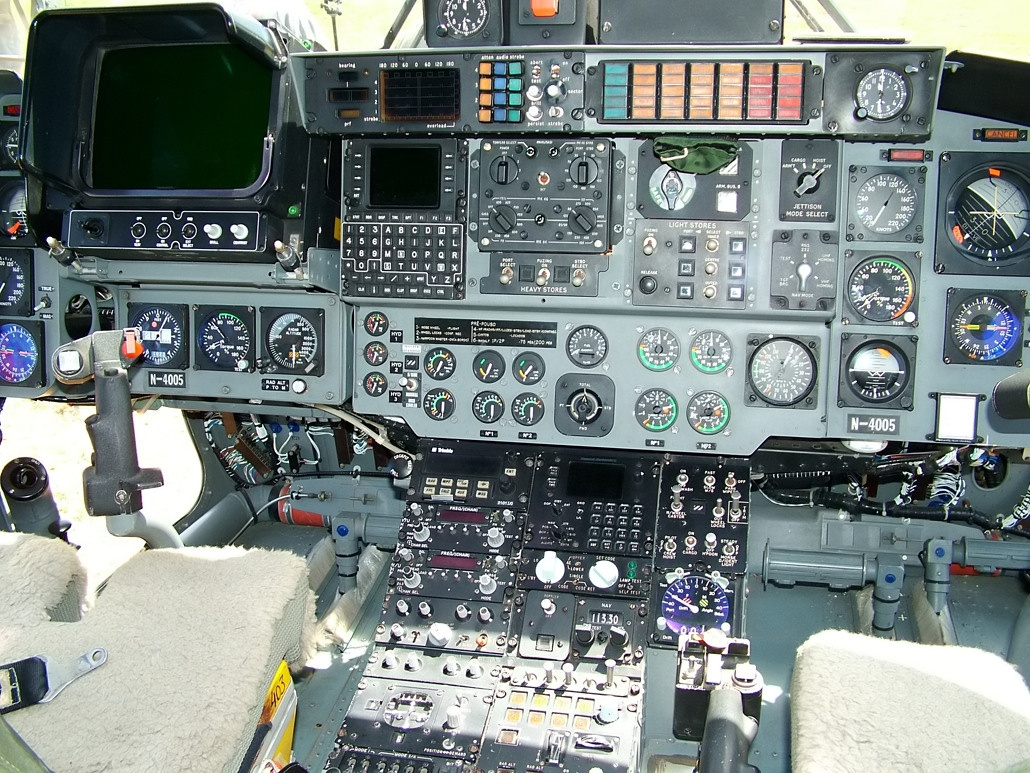
Cabine de um AH-11A Super Lynx

Em 2012 o HA-1 tinha doze helicópteros em operação. Oito deles foram escolhidos para a modernização ao padrão AH-11B, também chamado WildLynx. O serviço é realizado pela Leonardo Helicopters UK, em Yeovil, Reino Unido. As duas primeiras unidades, o N-4001 e N-4004, chegaram em 22 de janeiro de 2019, seguidos pelo N-4005, em 10 de janeiro de 2020, N-4003, em 26 de janeiro de 2021, e N-4010, em maio de 2023.
A modernização aproxima os Lynx da tecnologia de um modelo mais recente do mesmo fornecedor, o WildCat. Os motores Rolls-Royce Gem 42-1, de 900 hp de potência cada, foram substituídos por dois LHTEC CTS800-4N, de 1 281 hp, com controle Full Authority Digital Engine Control (FADEC). A cabine recebeu um painel completamente digital, com com três displays multifunção, compatibilidade com óculos de visão noturna, alerta anticolisão TCAS, novos computadores de missão e instrumentos para auxiliar o pouso. O guincho hidráulico foi substituído por um elétrico. Houve também mudanças nos sistemas de guerra eletrônica. 52 pilotos e mecânicos do esquadrão fizeram cursos de duas a sete semanas no Reino Unido. Planejava-se, em 2020, reativar o intercâmbio de pilotos com a Royal Navy; um militar britânico especializado nas missões táticas ficaria na Base Aérea Naval de São Pedro da Aldeia por um ano, enquanto um militar brasileiro serviria no Reino Unido.
Até dois torpedos Mk 46 ou quatro mísseis antinavio Sea Skua podem ser carregados por um helicóptero numa missão. Eles também podem empregar bombas de profundidade e uma metralhadora .50. O primeiro lote de 16 unidades do Sea Skua foi adquirido em 1987. Em 2022 os remanescentes haviam passado por uma remotorização e aguardavam um substituto, possivelmente o Sea Venom [en], que substituiu o Sea Skua na Royal Navy.

## Missões e capacidades

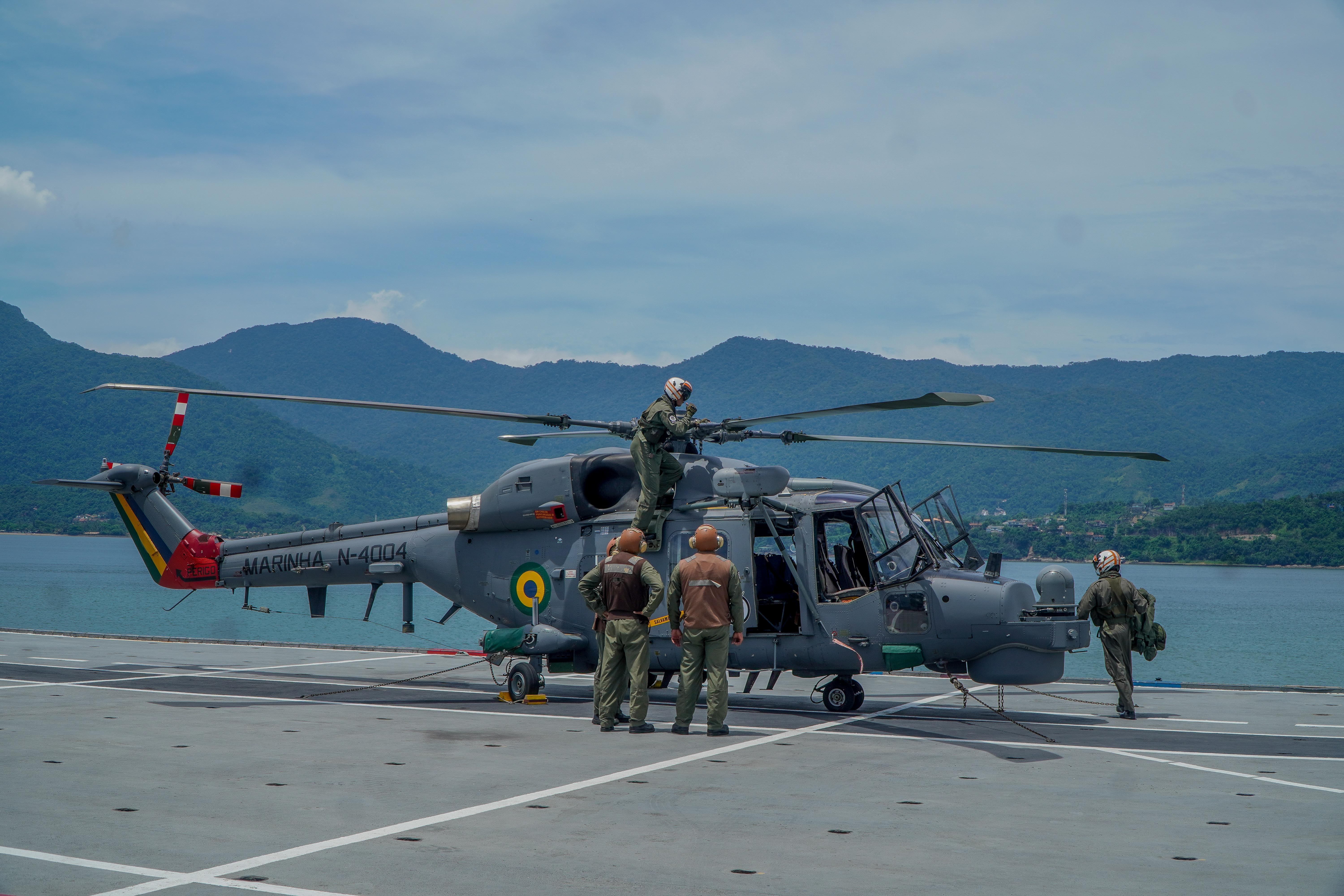
Helicóptero do HA-1 no convés de voo do NAM Atlântico durante as enchentes e deslizamentos de terra no Litoral Norte de São Paulo em 2023

Os primeiros Lynx brasileiros foram comprados como helicópteros orgânicos antissubmarino das novas fragatas da classe Niterói, que representavam um salto tecnológico para a Marinha do Brasil. Essa opção ainda era pouco reconhecida nas marinhas ocidentais para navios desse porte, e exigiu um grande esforço para desenvolver as normas e doutrinas de emprego. O Lynx serviria de plataforma de busca visual, detectando navios ou mastros de radar, esnórquel, periscópios e antenas de submarinos inimigos. As fragatas poderiam então ordenar um lançamento de torpedo pelos helicópteros ou engajar o alvo diretamente com seus mísseis Ikara [en], cujo alcance excedia o limite do sonar dos navios (20 quilômetros), exigindo a integração com outra plataforma.
Os mísseis Sea Skua, recebidos no final dos anos 1980, eram para a guerra antissuperfície. Seu primeiro teste foi em 31 de agosto de 1989, com três disparos contra o casco do ex-contratorpedeiro Santa Catarina. O Sea Skua é adequado apenas para enfrentar pequenas embarcações, como lanchas de patrulha, e os helicópteros não devem ser usados contra navios com armamento antiaéreo, como fragatas. O radar implementado na modernização de 1996, por ser de 360°, permite atacar e se afastar do alvo imediatamente, e pelo mesmo motivo, permite um voo de reconhecimento lateral ou se afastando dos alvos. Através do radar do helicóptero, o navio obtém uma visão do cenário tático.

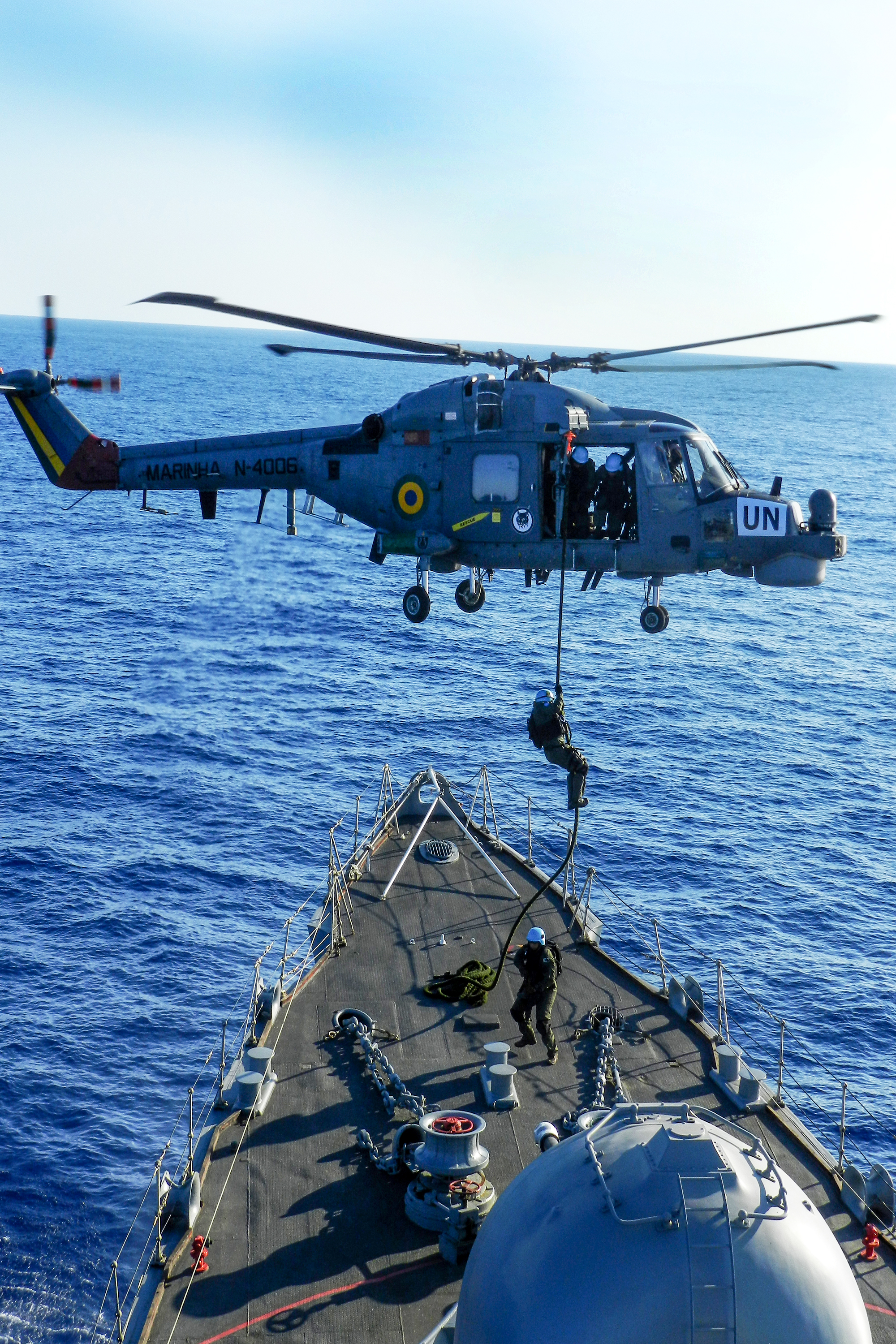
Descida de fuzileiros navais de um Super Lynx a um navio durante uma operação das Nações Unidas

A missão original de operar nas fragatas da classe Niterói foi ampliada após a chegada do Super Lynx. O HA-1 passou a atender a todos os meios de superfície da Esquadra com plataforma de pouso. O Lynx pode operar no NAM Atlântico (A140), NDM Bahia (G40), Navios de Desembarque de Carros de Combate (NDCC), fragatas, corvetas e navios polares, oceanográficos e hidrográficos, e será o helicóptero orgânico padrão das corvetas da classe Tamandaré.
O HA-1 contribuiu um helicóptero à maioria das missões brasileiras na UNIFIL, de 2011 a 2020, na qual foi usado principalmente para estender o alcance de radar dos navios. Este helicóptero servia de Destacamento Aéreo Embarcado (DAE) ao navio capitânia da missão. Em 2011 ele operou com uma metralhadora FN M3M emprestada da Marinha Alemã enquanto a Marinha do Brasil aguardava receber seu próprio armamento.
As missões principais do esquadrão são atualmente o esclarecimento, ataque a alvos de superfície, acompanhamento de alvos, designação de alvos além do horizonte, ataques vetorados a submarinos e guerra eletrônica. Suas missões secundárias incluem a evacuação aeromédica, busca e salvamento, tarefas humanitárias, levantamento fotográfico, espotagem de tiro, recolhimento de drones e torpedos, apoio à varredura e caça de minas e operações especiais. O HA-1 reveza mensalmente com o 1.º Esquadrão de Helicópteros de Emprego Geral (HU-1) uma aeronave em serviço de alerta do navio de serviço, disponível para decolar em até duas horas a qualquer navio da frota.